# Amirabad-Kultur
Die Amirabad-Kultur florierte im zweiten Jahrtausend v. Chr. in der Gegend des antiken Choresmien. Es handelt sich um  eine bronzezeitliche Kultur, die in dieser Gegend der Andronovo-Tazabag'ja-Kultur folgte. Die Kultur wurde zuerst in den 1940er Jahren am Amirabad-Kanal beobachtet, wodurch sie ihren Namen erhielt. Seit 1957 gab es durch sowjetische Archäologen systematische Geländebegehungen, in deren Verlauf zahlreiche Fundstätten dieser Kultur gefunden wurde, jedoch wurde nur Jakke Parsan 2 zu  großen Teil ausgegraben.
Die Amirabad-Kultur wird durch ihre Keramik definiert, die noch starke Ähnlichkeiten, mit der der Andronovo-Tazabag'ja-Kultur aufweist. Typisch sind vor allem Leisten, die im Schulterbereich um die Gefäße laufen. An Formen kommen vor allem Schalen und rundliche Töpfe vor. Die Gefäße sind zum Teil mit einfachen Einritzungen dekoriert. Es finden sich Dreiecks- und Fischgrätenmuster. Anhand der Keramik können zwei Phasen der Amirabad-Kultur unterschieden werden. An Kleinfunden gibt es bronzene Pfeilspitzen. Daneben finden sich Ringe und Pfrieme aus Bronze. Es fanden sich auch Tonfiguren von Tieren.
Jakke Parsan 2 ist die einzige ausgegrabene Siedlung. Es fanden sich 28 zum Teil in die Erde eingegrabene, rechteckige Häuser, die jeweils nur aus einem Raum bestehen. In der Mitte des Raumes fand sich in der Regel eine Feuerstelle. Um die Siedlung herum gab es künstliche Gräben, die anscheinend zu einem Bewässerungssystem gehörten. Dies deutet darauf hin, dass Ackerbau betrieben wurde, obwohl eindeutige andere Belegen fehlen. An Tierknochen dominieren Schaf und Ziege mit etwa 50 % der Knochen, gefolgt von Rind (28,5 %) und Pferd (15,5 %).
Nekropolen fanden sich vor allem in der Mündungsregion des Syrdarja. Sie lagen meist erhöht auf Terrassen und Plateaus. Das besterforschte Beispiel ist die Nekropole von Tagisken. Hier fanden sich sieben aus Lehmziegeln errichtete Grabdenkmäler. Im Zentrum der Grabanlagen befanden sich rechteckige Grabkammern, die einst mit Holz ausgekleidet waren. Darum gab es in der Regel einen gebauten Kreis um die Grabkammern und darum herum weitere, kleinere Kammern. Die Grabanlagen fanden sich alle beraubt, sodass nichts zur Behandlung der Toten gesagt werden kann. An Grabbeigaben kommt vor allem Keramik vor, die mit geritzten Mustern dekoriert ist und der Begasy-Dandybai-Ware nahesteht. An Metallobjekten fanden sich Ohrgehänge, Nadeln, Messer in Sichelform, Speerspitzen und Pfeilspitzen. Es scheint, dass dieser Friedhof von diversen Reiternomaden benutzt wurde, darunter auch von den Leuten der Begasy-Dandybai-Kultur.
Bemerkenswert ist das Erscheinen einer Gruppe von wohlhabenden Personen, die sich aufwändige Grabbauten leisten konnten und sich damit vom Rest der Bevölkerung absetzte.
Amirabad-Kultur wurde zunächst an das Ende des 2. Jahrtausends bis ins 8. Jahrhundert v. Chr. datiert. Die neuere Forschung setzt sie ins 13. und 12. Jahrhundert v. Chr.